# De Hoop (Heerde)
Molen De Hoop is een watermolen op de Griftse Beek bij Heerde in de Nederlandse Gelderland. Het is een bovenslagmolen die als korenmolen is ingericht. De huidige molen dateert van 1927, maar al in de 18e eeuw stond op deze plaats een watermolen.
De Hoop is sinds enige tijd niet meer in bedrijf. In 2007 had de gemeente plannen de molen te verbouwen tot cultureel ontmoetingscentrum.